# Orde van de Nationale Held (Jamaica)
De orde van de Nationale Held is sinds 1969 de hoogste van de Jamaicaanse onderscheidingen. Deze ridderorde werd aan niet meer dan zeven Jamaicanen, meestal postuum, toegekend. Zij kregen niet alleen een decoratie en het predicaat ""Right Excellent" maar ook een tombe of monument in het heldenpark en een plaquette in een toepasselijk regeringsgebouw.
Om voor de orde in aanmerking te komen moet men "zeer belangrijke verdiensten" hebben. Meestal wordt de onderscheiding bij pensionering toegekend maar in de wet waarin de orde werd gesticht werden Paul Bogle, George William Gordon, en Marcus Garvey al als "Nationale helden" genoemd.
De versierselen van de orde
Het kleinood is een gouden ster met twaalf punten.Op de zwarte ring rond het gouden medaillon met het wapen van Jamaica staat het motto van de orde,"He built a city which hath foundations." Het lint is zwart, geel en groen en de ster wordt aan een lint om de hals gedragen.De baton heeft andere kleuren en strepen dan het lint van het modelversiersel.
De Nationale Helden van Jamaica
- Paul Bogle
- Sir Alexander Bustamante
- Marcus Garvey
- George William Gordon
- Norman Manley
- Grandy Nanny
- Samuel Sharpe